# Damien Raux
Damien Raux (né le 3 novembre 1984 à Rouen en Seine-Maritime) est un joueur professionnel français de hockey sur glace. Il évolue au poste d'attaquant.

## Biographie

### Carrière en club
Il attaque sa carrière en 2002 à Rouen. Il joue à Chamonix en division 1 lors de la saison 2004-2005 avant de rejoindre Caen. En 2006, il passe un an au Rouen HE 76 puis signe aux Diables Rouges de Briançon. En 2007-2008, l'équipe perd en finale de la Coupe de la Ligue et en finale de la Ligue Magnus contre les Dragons de Rouen. 

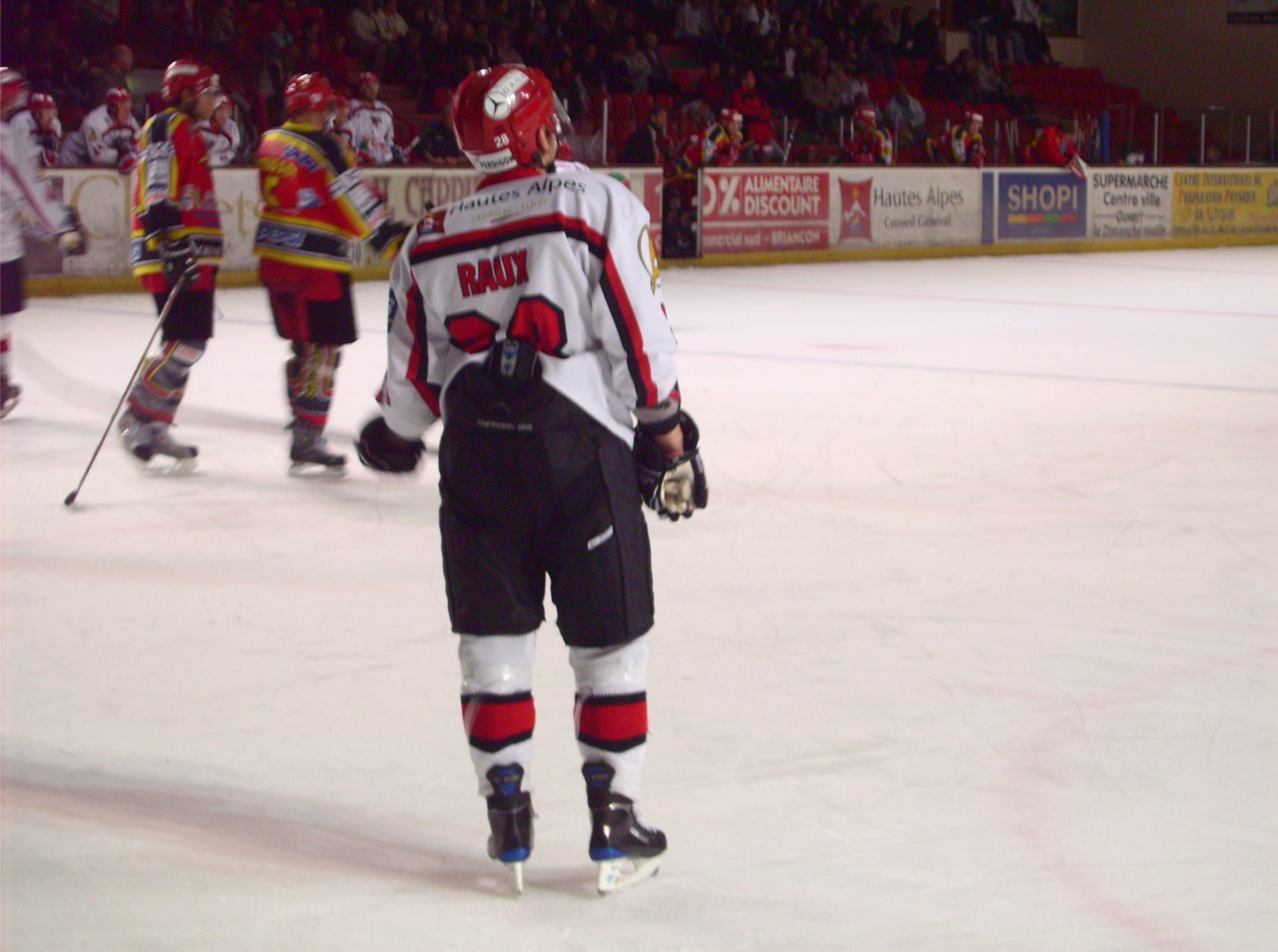
Raux avec Briançon.

En 2008-2009, l'équipe est battue en huitième de finale de la Coupe de France chez les Ducs de Dijon 3-1. Elle s'incline en finale de Coupe de la Ligue contre les Brûleurs de loups de Grenoble 4-3 après prolongation. Les briançonnais, premiers de la saison régulière, sont défaits trois victoires à une en finale de la Ligue Magnus contre cette même équipe. Les grenoblois réalisent le quadruplé avec en plus le match des champions et la Coupe de France.
En 2009-2010, Grenoble bat 1-0 les Diables Rouges lors du Match des Champions à Mulhouse. Rouen vainqueur de la Coupe de la Ligue éliminent les diables rouges en demi-finale. Le 31 janvier 2010, il est l'un des artisans de la victoire des Diables Rouges en finale de la Coupe de France 2010 contre Rouen 2-1 aux tirs au but au Palais omnisports de Paris-Bercy. Il s'agit du premier titre majeur remporté par le club.
Lors de l'intersaison 2010-2011, Raux décide de ne pas tenter un essai dans une ligue d'Amérique du Nord. le club de Briançon connaît de graves problèmes financiers avant d'être sauvé et maintenu en Ligue Magnus lors du mois d'août. L'effectif est bouleversé ce qui permet à Raux de prolonger l'aventure avec les Diables Rouges. Rajeunie, l'équipe réalise un beau parcours en Coupe de la Ligue avant de s'incliner en finale contre les Brûleurs de loups de Grenoble 4-3 en prolongation. Après une saison 2011-2012 passée à Angers, il quitte le club en fin de saison.
Il revient à Briançon en 2013. Les briançonnais remportent le match des champions 2013 face à Rouen 4-2 avec une assistance de Raux. En Coupe de France, les Diables rouges atteignent le stade des demi-finales où ils sont éliminés 2-4 face à Rouen. Briançon s'incline contre cette même équipe en demi-finale de Coupe de la Ligue. Le 22 décembre 2013, l'attaquant marque le but vainqueur lors du succès 5-4 face à Grenoble dans un match de saison régulière support du Winter Game disputé au Stade des Alpes. Deuxièmes de la saison régulière, les briançonnais éliminent Villard-de-Lans trois matchs à un puis Dijon en quatre matchs secs. Lors de la finale, Ils affrontent Angers et s'imposent quatre victoires à trois. Lors du septième et dernier match, le 6 avril 2014, les Ducs mènent 1-0 grâce à Braden Walls à la patinoire René Froger. Les Diables rouges réagissent en supériorité numérique et l'emportent 5-1 avec un but de Raux. Briançon décroche la Coupe Magnus, trophée récompensant le champion de France, pour la première fois de son histoire.

### Carrière internationale
Il a représenté l'Équipe de France de hockey sur glace en sélections jeunes. Il compte également des sélections en senior. Il a participé à des manches de l'Euro Ice Hockey Challenge et en 2008 au Tournoi International du Mont-Blanc. La même année, il est sélectionné pour les mondiaux 2008. Il est surnuméraire lors du tour préliminaire. Lors du barrage de relégation contre l'Italie, il est inscrit sur les feuilles de match mais ne monte pas sur la glace lors des deux rencontres. L'équipe de France se maintient en élite. En 2009, il participe au premier tour. Blessé à la clavicule contre l'Allemagne, il voit les bleus dont son coéquipier à Briançon Gary Lévêque, terminer douzièmes à la suite du tour qualificatif.

## Trophées et honneurs personnels
- 2003 : Nommé meilleur joueur de l'équipe de France lors des championnats du monde U20 Division I Groupe B à Briançon
- 2009 : sélectionné dans l'équipe étoile des joueurs français.
- 2010 : sélectionné dans l'équipe étoile des joueurs français.

## Statistiques

### En club
| Saison    | Équipe                        | Ligue              |    | Saison régulière | Saison régulière | Saison régulière | Saison régulière | Saison régulière |   | Séries éliminatoires | Séries éliminatoires | Séries éliminatoires | Séries éliminatoires | Séries éliminatoires |
| Saison    | Équipe                        | Ligue              | PJ | B                | A                | Pts              | Pun              | PJ               | B | A                    | Pts                  | Pun                  |                      |                      |
| 2002-2003 | Dragons de Rouen              | Ligue Magnus       | 11 | 0                | 0                | 0                | 2                |                  |   |                      |                      |                      |                      |                      |
| 2003-2004 | Dock's du Havre               | Division 2         | 1  | 2                | 2                | 4                | 0                |                  |   |                      |                      |                      |                      |                      |
| 2003-2004 | Dock's du Havre               | CdF                | 1  | 0                | 0                | 0                | 0                |                  |   |                      |                      |                      |                      |                      |
| 2003-2004 | Dragons de Rouen              | Ligue Magnus       | 17 | 3                | 0                | 3                | 4                |                  |   |                      |                      |                      |                      |                      |
| 2004-2005 | Chamois de Chamonix           | Division 1         | 28 | 14               | 18               | 32               | 14               |                  |   |                      |                      |                      |                      |                      |
| 2004-2005 | Chamois de Chamonix           | CdF                | 1  | 0                | 0                | 0                | 0                |                  |   |                      |                      |                      |                      |                      |
| 2005-2006 | Drakkars de Caen              | Ligue Magnus       | 26 | 6                | 11               | 17               | 16               | 2                | 0 | 0                    | 0                    | 0                    |                      |                      |
| 2005-2006 | Drakkars de Caen              | CdF                | 1  | 0                | 0                | 0                | 0                |                  |   |                      |                      |                      |                      |                      |
| 2006-2007 | Dragons de Rouen              | Ligue Magnus       | 26 | 2                | 4                | 6                | 4                | 8                | 0 | 0                    | 0                    | 0                    |                      |                      |
| 2006-2007 | Dragons de Rouen              | CdlL               | 7  | 1                | 1                | 2                | 4                |                  |   |                      |                      |                      |                      |                      |
| 2006-2007 | Dragons de Rouen              | CdF                | 2  | 0                | 2                | 2                | 0                |                  |   |                      |                      |                      |                      |                      |
| 2007-2008 | Diables rouges de Briançon    | Ligue Magnus       | 26 | 4                | 9                | 13               | 10               | 9                | 1 | 0                    | 1                    | 2                    |                      |                      |
| 2007-2008 | Diables rouges de Briançon    | CdF                | 3  | 4                | 1                | 5                | 0                |                  |   |                      |                      |                      |                      |                      |
| 2007-2008 | Diables rouges de Briançon    | CdlL               | 7  | 1                | 0                | 1                | 2                |                  |   |                      |                      |                      |                      |                      |
| 2008-2009 | Diables rouges de Briançon    | Ligue Magnus       | 25 | 13               | 23               | 36               | 60               | 12               | 3 | 6                    | 9                    | 2                    |                      |                      |
| 2008-2009 | Diables rouges de Briançon    | CdF                | 1  | 1                | 0                | 1                | 0                |                  |   |                      |                      |                      |                      |                      |
| 2008-2009 | Diables rouges de Briançon    | CdlL               | 11 | 1                | 7                | 8                | 2                |                  |   |                      |                      |                      |                      |                      |
| 2009-2010 | Diables rouges de Briançon    | Ligue Magnus       | 26 | 8                | 19               | 27               | 14               | 9                | 1 | 2                    | 3                    | 2                    |                      |                      |
| 2009-2010 | Diables rouges de Briançon    | CdF                | 5  | 1                | 1                | 2                | 0                |                  |   |                      |                      |                      |                      |                      |
| 2009-2010 | Diables rouges de Briançon    | CdlL               | 6  | 3                | 3                | 6                | 2                |                  |   |                      |                      |                      |                      |                      |
| 2010-2011 | Diables rouges de Briançon    | Ligue Magnus       | 26 | 9                | 29               | 38               | 8                | 4                | 1 | 5                    | 6                    | 2                    |                      |                      |
| 2010-2011 | Diables rouges de Briançon    | CdlL               | 6  | 0                | 5                | 5                | 12               | 5                | 1 | 5                    | 6                    | 0                    |                      |                      |
| 2011-2012 | Brûleurs de loups de Grenoble | Ligue Magnus       | 3  | 1                | 1                | 2                | 0                | -                | - | -                    | -                    | -                    |                      |                      |
| 2011-2012 | Brûleurs de loups de Grenoble | CdlL               | 4  | 1                | 1                | 2                | 0                | -                | - | -                    | -                    | -                    |                      |                      |
| 2011-2012 | Ducs d'Angers                 | CdlL               | -  | -                | -                | -                | -                | 2                | 0 | 0                    | 0                    | 0                    |                      |                      |
| 2011-2012 | Ducs d'Angers                 | CdF                | 2  | 1                | 2                | 3                | 0                | -                | - | -                    | -                    | -                    |                      |                      |
| 2011-2012 | Ducs d'Angers                 | Ligue Magnus       | 21 | 2                | 4                | 6                | 4                | 10               | 3 | 7                    | 10                   | 4                    |                      |                      |
| 2012-2013 | Scorpions de Mulhouse         | Ligue Magnus       | 26 | 8                | 17               | 25               | 2                | 3 rel            | 0 | 0                    | 0                    | 2                    |                      |                      |
| 2012-2013 | Scorpions de Mulhouse         | CdlL               | 6  | 1                | 1                | 2                | 4                | -                | - | -                    | -                    | -                    |                      |                      |
| 2012-2013 | Scorpions de Mulhouse         | CdF                | 1  | 1                | 0                | 1                | 0                | -                | - | -                    | -                    | -                    |                      |                      |
| 2013      | Diables rouges de Briançon    | MdC                | 1  | 0                | 1                | 1                | 0                | -                | - | -                    | -                    | -                    |                      |                      |
| 2013-2014 | Diables rouges de Briançon    | CdlL               | 6  | 3                | 1                | 4                | 0                | 4                | 1 | 2                    | 3                    | 0                    |                      |                      |
| 2013-2014 | Diables rouges de Briançon    | CdF                | -  | -                | -                | -                | -                | 3                | 2 | 1                    | 3                    | 0                    |                      |                      |
| 2013-2014 | Diables rouges de Briançon    | Ligue Magnus       | 26 | 7                | 10               | 17               | 10               | 15               | 9 | 6                    | 15                   | 2                    |                      |                      |
| 2014      | Diables rouges de Briançon    | MdC                | 1  | 0                | 0                | 0                | 2                | -                | - | -                    | -                    | -                    |                      |                      |
| 2014-2015 | Diables rouges de Briançon    | LdC                | 6  | 1                | 1                | 2                | 0                | -                | - | -                    | -                    | -                    |                      |                      |
| 2014-2015 | Diables rouges de Briançon    | CdlL               | 6  | 1                | 2                | 3                | 0                | -                | - | -                    | -                    | -                    |                      |                      |
| 2014-2015 | Diables rouges de Briançon    | CdF                | -  | -                | -                | -                | -                | 4                | 4 | 3                    | 7                    | 4                    |                      |                      |
| 2014-2015 | Diables rouges de Briançon    | Ligue Magnus       | 26 | 5                | 15               | 20               | 2                | 8                | 2 | 3                    | 5                    | 16                   |                      |                      |
| 2015-2016 | Dragons de Rouen              | Ligue Magnus       | 26 | 7                | 6                | 13               | 2                | 15               | 3 | 4                    | 7                    | 2                    |                      |                      |
| 2015-2016 | Dragons de Rouen              | CdlL               | 4  | 1                | 1                | 2                | 0                | 5                | 0 | 2                    | 2                    | 0                    |                      |                      |
| 2015-2016 | Dragons de Rouen              | Coupe continentale | 6  | 1                | 0                | 1                | 0                | -                | - | -                    | -                    | -                    |                      |                      |
| 2015-2016 | Dragons de Rouen              | CdF                | -  | -                | -                | -                | -                | 5                | 1 | 3                    | 4                    | 0                    |                      |                      |
| 2016-2017 | Dragons de Rouen              | Ligue Magnus       | 44 | 6                | 11               | 17               | 22               | 19               | 3 | 0                    | 3                    | 4                    |                      |                      |
| 2016-2017 | Dragons de Rouen              | LdC                | 4  | 1                | 0                | 1                | 0                | -                | - | -                    | -                    | -                    |                      |                      |
| 2016-2017 | Dragons de Rouen              | CdF                | -  | -                | -                | -                | -                | 5                | 2 | 2                    | 4                    | 0                    |                      |                      |
| 2017-2018 | Rapaces de Gap                | Ligue Magnus       | 35 | 6                | 10               | 16               | 10               | 4                | 1 | 1                    | 2                    | 8                    |                      |                      |
| 2017-2018 | Rapaces de Gap                | LdC                | 6  | 0                | 0                | 0                | 2                | -                | - | -                    | -                    | -                    |                      |                      |
| 2017-2018 | Rapaces de Gap                | CdF                | -  | -                | -                | -                | -                | 4                | 0 | 0                    | 0                    | 2                    |                      |                      |
| 2018-2019 | Scorpions de Mulhouse         | Ligue Magnus       | 44 | 6                | 15               | 21               | 20               | 6 rel            | 0 | 3                    | 3                    | 0                    |                      |                      |
| 2018-2019 | Scorpions de Mulhouse         | CdF                | -  | -                | -                | -                | -                | 2                | 1 | 0                    | 1                    | 2                    |                      |                      |
| 2019-2020 | Scorpions de Mulhouse         | Ligue Magnus       | 39 | 2                | 14               | 16               | 12               | 7                | 1 | 2                    | 3                    | 6                    |                      |                      |
| 2019-2020 | Scorpions de Mulhouse         | CdF                | -  | -                | -                | -                | -                | 4                | 0 | 1                    | 1                    | 6                    |                      |                      |

### En équipe nationale
| Année | Compétition                             |   | PJ | B | A | Pts | Pun | +/-                                        |  | Résultat |
| 2002  | Championnat du monde moins de 18 ans D2 | 5 | 2  | 3 | 5 | 0   | +14 | 1er de la division 2                       |  |          |
| 2003  | Championnat du monde junior D1          | 5 | 1  | 0 | 1 | 0   | +3  | Quatrième place de la division 1, groupe A |  |          |
| 2004  | Championnat du monde junior D1          | 5 | 4  | 1 | 5 | 2   | +1  | 3e de la division 1, groupe B              |  |          |
| 2008  | Championnat du monde                    | 2 | 0  | 0 | 0 | 0   | 0   | Quatorzième place                          |  |          |
| 2009  | Qualification olympique                 | 3 | 0  | 1 | 1 | 0   | -1  | Quatrième place du groupe C                |  |          |
| 2009  | Championnat du monde                    | 3 | 0  | 0 | 0 | 2   | 0   | Douzième place                             |  |          |
| 2010  | Championnat du monde                    | 6 | 0  | 0 | 0 | 0   | -1  | Quatorzième place                          |  |          |
| 2011  | Championnat du monde                    | 6 | 0  | 1 | 1 | 4   | -5  | Douzième place                             |  |          |
| 2012  | Championnat du monde                    | 7 | 0  | 0 | 0 | 0   | -5  | Neuvième place                             |  |          |
| 2013  | Championnat du monde                    | 7 | 1  | 0 | 1 | 2   | -2  | Treizième place                            |  |          |
| 2014  | Championnat du monde                    | 8 | 0  | 1 | 1 | 0   | 0   | Huitième place                             |  |          |
| 2015  | Championnat du monde                    | 7 | 1  | 0 | 1 | 2   | -1  | Douzième place                             |  |          |
| 2016  | Championnat du monde                    | 7 | 1  | 0 | 1 | 2   | +2  | Huitième place                             |  |          |
| 2016  | Qualifications olympiques               | 3 | 0  | 0 | 0 | 0   | +3  | Éliminé                                    |  |          |
| 2017  | Championnat du monde                    | 5 | 0  | 1 | 1 | 0   | +2  | Neuvième place                             |  |          |
| 2018  | Championnat du monde                    | 7 | 0  | 0 | 0 | 2   | -1  | Douzième place                             |  |          |